# Čierny štít
Der Čierny štít (slowakisch selten Divoký štít; deutsch Papirusspitze, ungarisch Papirusz-csúcs, polnisch Czarny Szczyt) ist ein 2429 m n.m. (nach anderen Quellen 2434 m n.m. und 2436 m n.m.) hoher Berg in der Hohen Tatra in der Slowakei. Der Gipfel befindet sich im östlichen Teil des Hauptkamms der Hohen Tatra, zwischen den Bergen Baranie rohy im Süden und Kolový štít im Norden. Die angrenzenden Täler sind Čierna Javorová dolina im Talsystem der Javorová dolina im Westen sowie Malá Zmrzlá dolina (im Nordosten) und Veľká Zmrzlá dolina (im Südosten) im Talsystem der Dolina Kežmarskej Bielej vody im Osten. Zwischen den beiden östlichen Tälern verläuft ein am Berg beginnender Seitengrat Richtung Bergsee Zelené pleso.
Der slowakische Name des Bergs bedeutet wörtlich „Schwarze Spitze“ und erhielt seinen Namen von der schwarzen Färbung der Felsen. Möglich ist auch eine indirekte Ableitung vom Bach Čierny potok, der am Westhang entspringt. Die deutschen und ungarischen Namen leiten sich vom Namen des Schatzsuchers Johann Andreas Papirus, der aus Schlesien stammte und zuerst als Tischlerhelfer in Matejovce (deutsch Matzdorf) arbeitete, ab. Er suchte 22 Jahre lang vergeblich Schätze in der Gegend und verunglückte tödlich 1771, nach einer Darstellung nach einem Absturz an den Hängen des Čierny štít. Seine Leiche wurde im nächsten Jahr gefunden und ist nach dem Goldgräber Adam Kaltstein das zweite namentlich bekannte Opfer der Tatra.
Als erste bestiegen Charles Englisch, Antonina Englisch und Johann Hunsdorfer den Berg am 24. Juli 1898.
Der Berg liegt abseits touristischer Wanderwege und ist offiziell nur für Mitglieder alpiner Vereine oder mit einem Bergführer zugänglich.